# Самойлов, Дмитрий Иванович
Самойлов Дмитрий Иванович (род. 7 сентября 1962, Пермь) — российский политик. Глава города Перми в 2016—2020 годах.

## Биография

### Ранняя биография
Родился 7 сентября 1962 года в городе Пермь. В 1984 году окончил Пермский политехнический институт по специальности «инженер-строитель». С августа по ноябрь 1984 года работал ассистентом кафедры строительных конструкций Пермского политехнического института. С 1984 года по 1987 год был сначала заместителем секретаря, потом секретарем комитета ВЛКСМ Пермского политехнического института. С 1987 года по 1992 год — научный сотрудник кафедры «Основания и фундаменты» автодорожного факультета Пермского политехнического института, аспирант.

### Карьера
С 1992 года по 1996 год работал в группе предприятий «Экс Лимитед» — менеджером, заместителем генерального директора.
С 1996 года по 1997 год — директор ЗАО «Зебра».
Избирался депутатом Законодательного собрания Пермской области первого созыва.
С 1997 года по 2000 год работал в администрации Пермской области: с 1997 года по 1999 год — первый заместитель председателя областного комитета по управлению государственным имуществом; с 1999 года по 2000 год — заместитель губернатора Пермской области.
С 2001 года по 2011 год работал в ОАО «Уралсвязьинформ» — сначала в должности заместителя начальника управления стратегического планирования, а затем директора департамента имущества и непроизводственных вложений. С 2003 года по 2010 год — заместитель генерального директора по корпоративному развитию ОАО «Уралсвязьинформ»; С 2010 по 2011 годы — советник генерального директора ОАО «Уралсвязьинформ».
25 июня 2012 года был назначен исполняющим обязанности заместителя председателя Правительства Пермского края по территориальному развитию — министра территориального развития, а 22 августа того же года был утвержден в этой должности. С 15 января 2013 года — руководитель Администрации губернатора Пермского края.
С 26 февраля 2014 года — назначен временно исполняющим полномочия главы администрации города Перми, а 20 июня того же года назначен главой администрации города Перми.
С 4 октября 2016 года — временно исполняющий полномочия Главы города (главы администрации) Перми, 22 ноября 2016 года избран главой Перми, и 25 ноября того же года вступил в должность. При нём в Перми исчезли троллейбусы.
15 декабря 2020 года депутаты пермской гордумы приняли отставку Дмитрия Самойлова с должности главы города Перми. С 22 декабря 2020 года — заместитель председателя Правительства Пермского края (по вопросам образования, культуры и спорта).